# Stenmoseskatten
Stenmoseskatten er et stort fund 6673 mønter fra 1300-tallet. Det var amatørarkæolog Sidse Stephensen der fandt danmarkshistoriens største møntfund  ved Sønder Rind, udenfor Viborg. Det er den største skat af mønter, der nogensinde er fundet med metaldetektor.
Skattens nedgravningsstedet blev fundet ved minutiøs gravearbejde , det var et nedgravet lerkar, men som var pløjet i stykker hvorved mønterne blev spredt over et mindre areal.